# Coryphantha pseudoechinus
Coryphanta pseudoechinus, conocida comúnmente como biznaga partida de falsas espinas, es una especie de planta suculenta perteneciente al género Coryphantha, dentro de la familia Cactaceae. Es endémica del noreste de México (concretamente del estado mexicano de Coahuila).

## Descripción
Coryphantha pseudoechinus es una especie de cactus que aunque inicialmente crece de forma solitaria, con el tiempo se ramifica desde la base y forma matas bajas. Los tallos son ascendentes y van de ovoides a cilíndricos cortos. Tienen la epidermis de color verde opaco, volviéndose verde grisáceo con la edad. Miden de 7 a 12 cm de largo y de 4 a 6 cm de diámetro. Tienen el ápice ligeramente deprimido y presenta algo de lana.

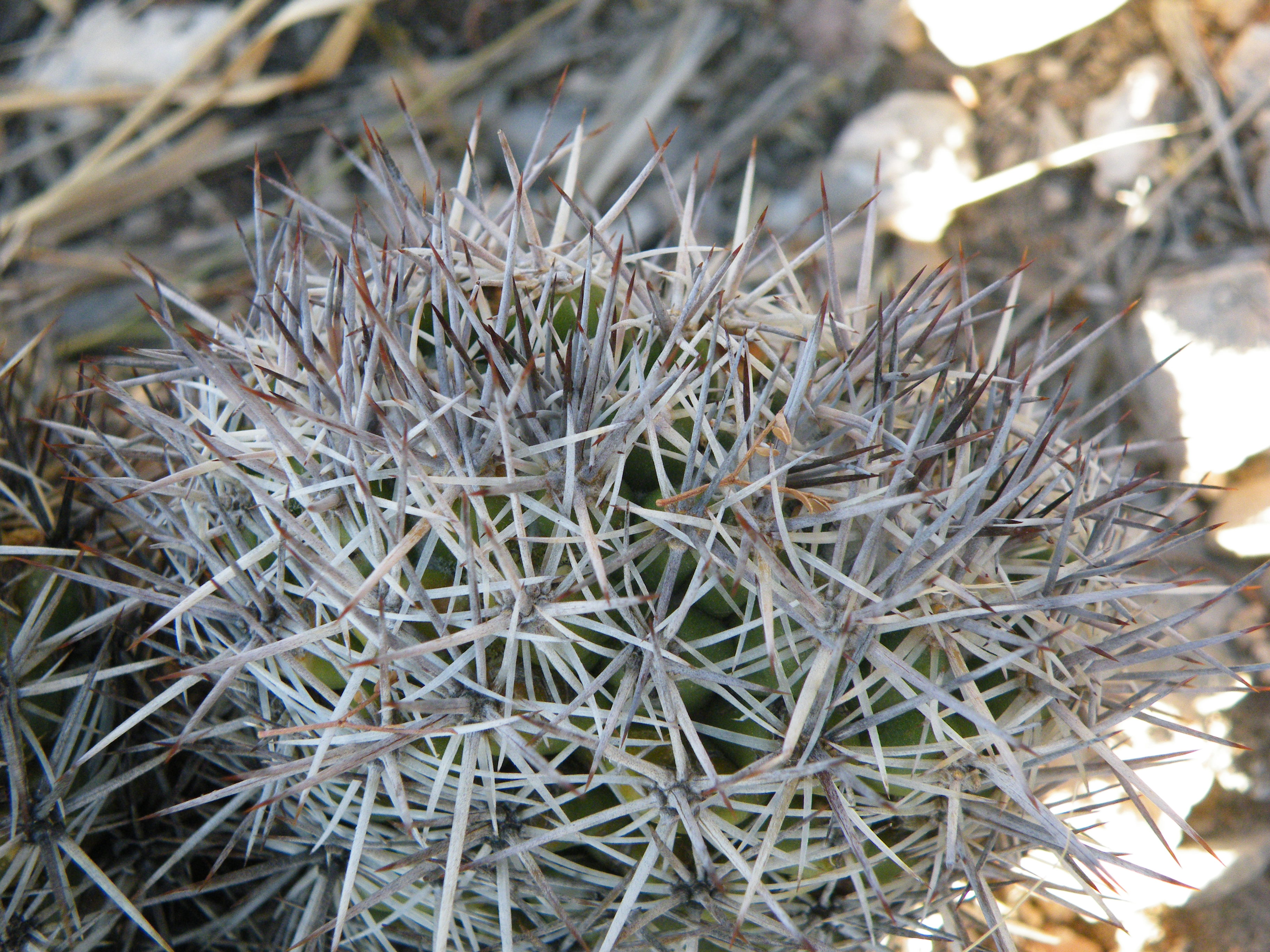
Detalle de las espinas

Los tallos están cubiertos de tubérculos cónicos ascendentes, algo aplanados en el lado superior y con la base en forma de romboide. Miden hasta 1,2 cm de largo y se disponen en series de 5 a 7. Tienen surcos estrechos y afilados, los cuales son lanosos en su juventud. Sus axilas presentan lana blanca en su juventud y tienen algunas glándulas de néctar de color amarillo que solo se producen durante el crecimiento activo.
En la punta de los tubérculos se asientan areolas redondas de hasta 2 mm de ancho. Tienen de 1 a 3 espinas centrales (que pueden faltar), inicialmente de color marrón o negro, volviéndose grisáceas con el paso del tiempo. Son ascendentes en la dirección del eje del tubérculo, muy rígidas y de 1,3 a 2 cm de largo. También tienen de 18 a 25 espinas radiales rectas, rígidas y aciculares. Son de color gris a blanco o marrón rojizo, a veces con la punta negra y de 0,8 a 1,5 cm de largo.
Las flores están situadas cerca del ápice, a menudo son numerosas y se abren al mismo tiempo. Son aplanadas y tienen forma de embudo. Miden de 2 a 2,2 cm de largo, de 2 a 3,5 cm de diámetro y son de color rosa pálido a magenta brillante. El fruto es de color púrpura opaco, tienen forma ligeramente redondeada y mide unos 1,2 cm de largo. En su interior contiene semillas de color marrón, reniformes y con las testa reticulada.

## Distribución y hábitat
El área de distribución nativa de esta especie es el noreste de México (concretamente en el estado mexicano de Coahuila) y crece principalmente en biomas desérticos o de matorral seco.

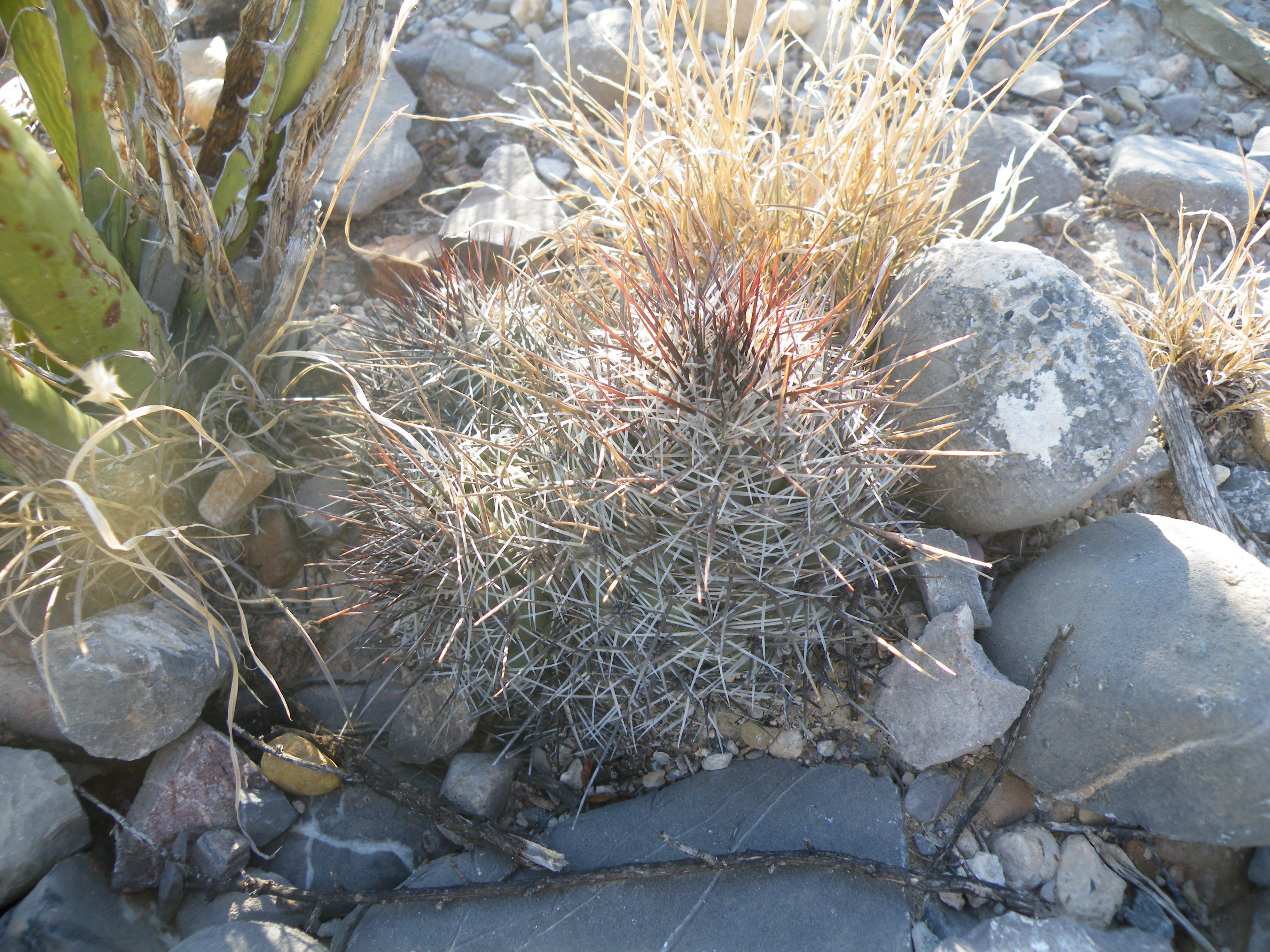
Planta en su hábitat

Vive en suelos calcáreos, a altitudes entre 800 y 1760 metros sobre el nivel del mar.

## Taxonomía
Coryphantha pseudoechinus fue descrita por el botánico alemán Friedrich Bödeker y publicada por primera vez en la revista científica Monatsschrift der Deutschen Kakteen-Gesellschaft 1: 17 en el año 1929.
Etimología
- Coryphantha: nombre genérico que deriva del griego coryphe (que significa 'cima' o 'cabeza'), y anthos (que significa 'flor'), haciendo referencia a que las flores aparecen en el ápice de los tallos.
- pseudoechinus: epíteto específico que deriva de las palabras griegas pseudeo (que significa 'falso') y echinus (que significa 'erizo' o 'erizo de mar'), haciendo referencia a su similitud con Coryphantha echinus.[6][7]

### Subespecies
Actualmente se distinguen dos subespecies:
| Imagen | Subespecie                                                       | Descripción                                      | Distribución      |
| ------ | ---------------------------------------------------------------- | ------------------------------------------------ | ----------------- |
|        | Coryphantha pseudoechinus subsp. laui (L.Bremer) Dicht & A.Lüthy | Flores de color amarillo.                        | Noreste de México |
|        | Coryphantha pseudoechinus subsp. pseudoechinus                   | Flores de color rosa pálido a magenta brillante. | Noreste de México |

Sinonimia
- Sinónimos de Coryphantha pseudoechinus subsp. laui:
  - Coryphantha laui L.Bremer, 1979

- Sinónimos de Coryphantha pseudoechinus subsp. pseudoechinus:
  - Coryphantha pusilliflora L.Bremer, 1982

## Estado de conservación
En la Lista Roja de Especies Amenazadas de la UICN, la especie está clasificada como de “Preocupación Menor (LC)” y aunque no presenta ninguna amenaza destacable, algunas subpoblaciones se ven afectadas por el pisoteo de las cabras y otros animales.

## Usos
Se cultiva principalmente como planta ornamental y su propagación se realiza a través de semillas.